# Trí Thanh
Trí Thanh hay Trần Trí Thanh, tên khai sinh là Trần Trí Dũng (1937-1999), quê ở Thừa Thiên Huế, là nhạc sĩ Việt Nam, được truy tặng Giải thưởng Nhà nước về Văn học Nghệ thuật năm 2012.

## Tiểu sử
Trí Thanh nhập ngũ, trở thành một chiến sĩ trinh sát đặc công miền Tây Nam Bộ. Sau đó ông chuyển về công tác ở Đoàn Văn công Sư đoàn 330, và sau khóa học ngắn hạn ở Trường Âm nhạc Việt Nam (1960-1962), ông trở lại Đoàn Văn công Quân Giải phóng.
Năm 1975, Trí Thanh được cử đi học đại học sáng tác ở Nhạc viện Hà Nội. Sau khi tốt nghiệp, ông về chỉ đạo nghệ thuật Đoàn Nghệ thuật Quân khu 7 sau đó giữ cương vị trưởng đoàn, giữ quân hàm đại tá. Về sau, ông làm Trưởng ban Văn nghệ Đài Tiếng nói Nhân dân thành phố Hồ Chí Minh.
Ông qua đời năm 1999 tại Thành phố Hồ Chí Minh.

## Sự nghiệp
Các ca khúc nổi bật của Trí Thanh: Cây chông tre, Hành quân đêm (viết cùng Xuân Hồng), Người con gái Pa Kô, Tặng em một khúc quân hành, Chiều Hậu Giang. Về khí nhạc, ông có: giao hưởng thơ Đất mới, Giao hưởng số 1, Ngũ tấu cho đàn dây và piano, ballade Kỷ niệm về rừng.
Ông đã được một số giải thưởng của Hội Nhạc sĩ Việt Nam và của Bộ Quốc phòng.
Năm 1993, Trí Thanh, lúc đó là Trưởng ban Văn nghệ Đài Tiếng nói Nhân dân thành phố Hồ Chí Minh, đã có sáng kiến cho ra đời một cuộc thi vọng cổ mang tên Bông lúa vàng. Đến nay (năm 2024), đã hơn 30 năm nhưng cuộc thi này vẫn tiếp tục được thực hiện.
Ông là nguyên mẫu trong ca khúc Người thầy của nhạc sĩ Nguyễn Nhất Huy, một người học trò của ông.
Năm 2012, ông được truy tặng Giải thưởng Nhà nước về Văn học Nghệ thuật với các ca khúc: Cây chông tre, Hành quân đêm và tác phẩm khí nhạc Khúc biến tấu cho dàn nhạc giao hưởng Chân dung đồng đội.

## Tác phẩm chính

### Ca khúc
- Cây chông tre
- Hành quân đêm (viết cùng Xuân Hồng)
- Người con gái Pa Kô
- Tặng em một khúc quân hành
- Chiều Hậu Giang...

### Khí nhạc
- Chân dung đồng đội
- Đất mới
- Giao hưởng số 1
- Ngũ tấu cho đàn dây và piano
- Kỷ niệm về rừng (ballade )

## Vinh danh
- Giải thưởng Nhà nước về Văn học Nghệ thuật (2012)[5]